# Ian Scheckter
Ian Scheckter (ur. 22 sierpnia 1947 w East London) – południowoafrykański kierowca Formuły 1.

## Wyniki w Formule 1
| Legenda oznaczeń w tabelach wyników Wyświetl szablon na nowej stronie | Legenda oznaczeń w tabelach wyników Wyświetl szablon na nowej stronie                                                                     |
| Oznaczenie                                                            | Wyjaśnienie |
| --------------------------------------------------------------------- | --- |
| Złoty                                                                 | Zwycięzca lub mistrzostwo |
| Srebrny                                                               | 2. miejsce lub wicemistrzostwo |
| Brązowy                                                               | 3. miejsce lub II wicemistrzostwo |
| Zielony                                                               | Ukończył, punktował (w klasyfikacji generalnej, gdy zdobył co najmniej jeden punkt na przestrzeni sezonu, poza trzema powyższymi opcjami) |
| Niebieski                                                             | Ukończył, nie punktował (w klasyfikacji generalnej, gdy nie zdobył co najmniej jednego punktu na przestrzeni sezonu)                      |
| Czerwony                                                              | Nie zakwalifikował się (NZ) |
| Czerwony                                                              | Nie prekwalifikował się (NPK) |
| Różowy                                                                | Nie ukończył (NU) |
| Różowy                                                                | Niesklasyfikowany (NS) (w klasyfikacji generalnej, gdy nie został sklasyfikowany w żadnym wyścigu sezonu)                                 |
| Czarny                                                                | Zdyskwalifikowany (DK) |
| Czarny                                                                | Wykluczony (WYK/EX) |
| Biały                                                                 | Nie wystartował (NW) |
| Biały                                                                 | Kontuzjowany (K/INJ) |
| Biały                                                                 | Wyścig odwołany (OD/C) |
| Bez koloru                                                            | Został wycofany (WYC/WD) |
| Bez koloru                                                            | Nie przybył (NP/DNA) |
| Bez koloru                                                            | Nie brał udziału w treningach (NT/DNP) |
| Bez koloru                                                            | Nie został zgłoszony (–) |
| Pogrubienie                                                           | Start z pole position |
| Kursywa                                                               | Najszybsze okrążenie wyścigu |
| †                                                                     | Nie ukończył, ale jego rezultat został zaliczony ze względu na przejechanie więcej niż 90% dystansu wyścigu.                              |
| *                                                                     | Sezon w trakcie |
| 1/2/3                                                                 | Punktowana pozycja w sprincie kwalifikacyjnym                                                                                             |
| Lista systemów punktacji Formuły 1                                    | |

| Rok  | Zespół                      | Bolid         | Silnik      | 1      | 2      | 3      | 4     | 5      | 6      | 7      | 8      | 9      | 10     | 11     | 12     | 13     | 14     | 15     | 16     | 17    | Pozycja | Punkty |
| ---- | --------------------------- | ------------- | ----------- | ------ | ------ | ------ | ----- | ------ | ------ | ------ | ------ | ------ | ------ | ------ | ------ | ------ | ------ | ------ | ------ | ----- | ------- | ------ |
| 1974 | Team Gunston                | Lotus 72E     | Cosworth V8 | ARG -  | BRA -  | RPA 13 | ESP - | BEL -  | MON -  | SWE -  | HOL -  | FRA -  | GBR -  | GER -  |        |        |        |        |        |       | 37      | 0      |
| 1974 | Hesketh Racing              | Hesketh 308   | Cosworth V8 |        |        |        |       |        |        |        |        |        |        |        | AUT NZ | ITA -  | CAN -  | USA -  |        |       | 37      | 0      |
| 1975 | Lexington Racing            | Tyrrell 007   | Cosworth V8 | ARG -  | BRA -  | RPA NU | ESP - | MON -  | BEL -  |        |        |        |        |        |        |        |        |        |        |       | 34      | 0      |
| 1975 | Frank Williams Racing Cars  | Williams FW04 | Cosworth V8 |        |        |        |       |        |        | SWE NU |        |        |        |        |        |        |        |        |        |       | 34      | 0      |
| 1975 | Frank Williams Racing Cars  | Williams FW03 | Cosworth V8 |        |        |        |       |        |        |        | HOL 12 | FRA -  | GBR -  | GER -  | AUT -  | ITA -  | USA -  |        |        |       | 34      | 0      |
| 1976 | Lexington Racing            | Tyrrell 007   | Cosworth V8 | BRA -  | RPA NU | USZ -  | ESP - | BEL -  | MON -  | SWE -  | FRA -  | GBR -  | GER -  | AUT -  | HOL -  | ITA -  | CAN -  | USA -  | JAP -  |       | NS      | 0      |
| 1977 | Team Rothmans International | March 761B    | Cosworth V8 | ARG NU | BRA NU | RPA -  | USZ - | ESP 11 | MON NZ | BEL NU | SWE NU | FRA NS | GBR NU | GER NU | AUT NU |        |        |        |        |       | 33      | 0      |
| 1977 | Team Rothmans International | March 771     | Cosworth V8 |        |        |        |       |        |        |        |        |        |        |        |        | HOL 10 | ITA NU | USA NU | CAN NU | JAP - | 33      | 0      |